# Красноармейское сельское поселение (Мордовия)
Красноармейское се́льское поселе́ние — муниципальное образование в Торбеевском районе Мордовии Российской Федерации.
Административный центр — посёлок Красноармейский.

## История
Статус и границы сельского поселения установлены Законом Республики Мордовия от 28 декабря 2004 года № 127-З  «Об установлении границ муниципальных образований Торбеевского муниципального района, Торбеевского муниципального района и наделении их статусом сельского поселения, городского поселения и муниципального района».
Законом от 17 мая 2018 года N 51-З, Мордовско-Юнкинское сельское поселение и сельсовет были упразднены, а входившие в их состав населённые пункты (сёла Мордовские Юнки и Моховая Рахманка и деревня  Семёновка) были включены в состав Красноармейского сельского поселения и сельсовета с административным центром в поселке Красноармейский.

## Население
| 2002 | 2010 | 2012 | 2013 | 2014 | 2015 | 2016 |
| ---- | ---- | ---- | ---- | ---- | ---- | ---- |
| 938  | ↘709 | ↘670 | ↘652 | ↘632 | ↘604 | ↘593 |
| 2017 | 2018 | 2019 | 2020 | 2021 |      |      |
| ↘575 | ↘547 | ↗876 | ↘847 | ↘782 |      |      |

## Состав сельского поселения
| № | Населённый пункт | Тип населённого пункта          | Население |
| - | ---------------- | ------------------------------- | --------- |
| 1 | Верхняя Рахманка | село                            | ↘3        |
| 2 | Красноармейский  | посёлок, административный центр | ↘686      |
| 3 | Мордовские Юнки  | село                            | ↘456      |
| 4 | Моховая Рахманка | село                            | ↘25       |
| 5 | Решетино         | село                            | ↘16       |
| 6 | Самозванка       | деревня                         | ↘4        |
| 7 | Семёновка        | деревня                         | ↘9        |